# Parol
Parol är en ort i Indien.   Den ligger i distriktet Kathua och unionsterritoriet Jammu och Kashmir, i den norra delen av landet, 400 km norr om huvudstaden New Delhi. Parol ligger 287 meter över havet och antalet invånare är 7 800.
Terrängen runt Parol är platt. Runt Parol är det tätbefolkat, med 849 invånare per kvadratkilometer. Närmaste större samhälle är Kathua, 8,9 km öster om Parol. Trakten runt Parol består till största delen av jordbruksmark.